# 姜昕
姜昕（1971年10月26日—），是一位中国歌手，曲风多为摇滚。她是中国大陆最早的女子唱作人代表之一。

## 生平
姜昕出生于山东青岛，6岁时与父母一起前往北京。1988年入北京经济学院会计系。1990年初，从大学退学成为职业歌手。曾是天蝎文化公司的签约艺人。1996年推出首张个人专辑《花开不败》，2001年出版新专辑《五月》，长篇小说《长髮飞扬的日子》在网络上连载发表。

## 专辑
- 《花开不败》，1996年
- 《五月》，2001年7月
- 《纯粹》，2004年3月
- 《我不是随便的花朵》2007年

## 链接
- 网蛙音乐：姜昕（页面存档备份，存于）
- 摩登天空：姜昕
- 相关简介（页面存档备份，存于）